# Bagaroua
Bagaroua (auch: Bagaraoua) ist eine Landgemeinde und der Hauptort des gleichnamigen Departements Bagaroua in Niger.

## Geographie
Bagaroua liegt in der südlichen Sahelzone. Die Nachbargemeinden sind Tébaram im Norden, Bambeye im Nordosten, Illéla im Osten, Alléla im Süden, Dogonkiria im Westen und Kourfeye Centre im Nordwesten. Die Gemeinde Bagaroua besteht aus einem urbanen und einem ländlichen Gemeindegebiet. Das urbane Gemeindegebiet ist in die Stadtviertel Bagaroua und Ekka gegliedert. Bei den Siedlungen im ländlichen Gemeindegebiet handelt es sich um 47 Dörfer, 78 Weiler und 2 Lager.
Im Gemeindegebiet von Bagaroua liegt der See Mare de Dan Doutchi, dessen 38.250 Hektar großes Feuchtgebiet seit 2005 nach der Ramsar-Konvention unter Schutz steht.

## Geschichte
Bagaroua ist ein Hausa-Wort und bedeutet „Akazie“. Im Ort wurde 1970 ein Verwaltungsposten (poste administratif) eingerichtet, eine von einem chef de poste administratif geleitete untere Verwaltungseinheit. Die Landgemeinde Bagaroua wurde 2002 im Zuge einer landesweiten Verwaltungsreform aus dem Kanton Illéla/Tajaé herausgelöst. Bei der Flutkatastrophe in West- und Zentralafrika 2010 wurden 8596 Einwohner von Bagaroua als Katastrophenopfer eingestuft, so viele wie in sonst keiner Gemeinde in der Region Tahoua. Der Verwaltungsposten von Bagaroua wurde 2011 aus dem Departement Illéla herausgelöst und zum Departement Bagaroua erhoben.

## Bevölkerung
Bei der Volkszählung 2012 hatte die Landgemeinde 72.293 Einwohner, die in 10.797 Haushalten lebten. Bei der Volkszählung 2001 betrug die Einwohnerzahl 45.112 in 7063 Haushalten.
Im urbanen Gemeindegebiet lebten bei der Volkszählung 2012 9497 Einwohner in 1451 Haushalten, bei der Volkszählung 2001 6211 in 978 Haushalten und bei der Volkszählung 1988 4282 in 618 Haushalten.

## Politik
Der Gemeinderat (conseil municipal) hat 19 gewählte Mitglieder. Mit den Kommunalwahlen 2020 sind die Sitze im Gemeinderat wie folgt verteilt: 13 PNDS-Tarayya, 3 PSD-Bassira, 2 MPR-Jamhuriya und 1 ADN-Fusaha.
Jeweils ein traditioneller Ortsvorsteher (chef traditionnel) steht an der Spitze von 33 Dörfern im ländlichen Gemeindegebiet.

## Wirtschaft und Infrastruktur
Die Gemeinde liegt überwiegend in einem Gebiet, in dem der Regenfeldbau vorherrschend ist. Im Nordwesten beginnt die Zone des Agropastoralismus, im Südosten die Zone der Bewässerungsfeldwirtschaft. In Bagaroua wird ein bedeutender Markt für den Handel mit Augenbohnen und Getreide abgehalten. Das staatliche Versorgungszentrum für landwirtschaftliche Betriebsmittel und Materialien (CAIMA) unterhält eine Verkaufsstelle im Ort. Die klimatologische Messstation von Bagaroua wurde 1981 in Betrieb genommen.
Gesundheitszentren des Typs Centre de Santé Intégré (CSI) sind im urbanen Gemeindegebiet sowie in den Siedlungen Changnassou, Dan Doutchi, Gougouhéma, Mani Ada, Sahiya und Tsamia vorhanden. Das Gesundheitszentrum im urbanen Gemeindegebiet verfügt über ein eigenes Labor und eine Entbindungsstation. Der CEG Bagaroua ist eine allgemein bildende Schule der Sekundarstufe des Typs Collège d’Enseignement Général (CEG). Beim Collège d’Enseignement Technique de Bagaroua (CET Bagaroua) handelt es sich um eine technische Fachschule. Das Berufsausbildungszentrum Centre de Formation aux Métiers de Bagaroua (CFM Bagaroua) bietet Lehrgänge in Landwirtschaftsmechanik, Gerben, Metallbau, Tischlern und Schneidern an.
Durch die Gemeinde führt die Nationalstraße 36 zwischen Dogondoutchi und Tébaram. Im Hauptort zweigt die Nationalstraße 15 nach Badaguichiri von der Nationalstraße 36 ab. Von der Nationalstraße 15 zweigen in Changnassou die Route 542 nach Guéza und die Route 547 nach Dallobi ab.